# Mount Galla
Mount Galla är ett berg i Antarktis. Det ligger i Västantarktis. Inget land gör anspråk på området. Toppen på Mount Galla är 2 520 meter över havet.
Terrängen runt Mount Galla är platt åt sydväst, men åt nordost är den kuperad. Mount Galla är den högsta punkten i trakten. Trakten är obefolkad. Det finns inga samhällen i närheten.